# Atletika na Letních olympijských hrách 1964 – 200 metrů muži
 Běh na 200 metrů mužů na Letních olympijských hrách 1964 se uskutečnil ve dnech 16. a 17. října na Olympijském stadionu v Tokiu. 

## Výsledky finálového běhu
| *                | jméno            | země                   | čas  |
| ---------------- | ---------------- | ---------------------- | ---- |
| Zlatá medaile    | Henry Carr       | Spojené státy americké | 20,3 |
| Stříbrná medaile | Paul Drayton     | Spojené státy americké | 20,5 |
| Bronzová medaile | Edwin Roberts    | Trinidad a Tobago      | 20,6 |
| 4                | Harry Jerome     | Kanada                 | 20,7 |
| 5                | Livio Berrutti   | Itálie                 | 20,8 |
| 6                | Marian Foik      | Polsko                 | 20,8 |
| 7                | Richard Stebbins | Spojené státy americké | 20,8 |
| 8                | Sergio Ottolina  | Itálie                 | 20,9 |